# Marija Pirjevec
Marija Pirjevec Paternu (Sesana, 8 novembre 1941) è una storica, traduttrice, scrittrice e docente italiana di origine slovena.
Sorella minore dello storico Jože Pirjevec, si è dedicata alla divulgazione della cultura slovena in Italia e in Europa attraverso l'attività didattica e la pubblicazione di monografie, saggi critici e importanti opere di traduzione.

## Biografia
Dopo le lauree in lingua e letteratura slovena all'Università degli Studi di Trieste (1966) e all'Università di Lubiana (1971), ha optato per la carriera accademica a Trieste, realizzando, nel corso dei suoi oltre quarant'anni di insegnamento, anche rilevanti antologie di poeti e autori sloveni soprattutto di ambito e formazione triestini.
Dal 1993 è docente nella Scuola superiore di lingue moderne per interpreti e traduttori dell'ateneo di Trieste.

Ha contribuito in modo significativo e riconosciuto agli studi di letteratura slovena (in particolare con l'analisi sull'opera di France Prešeren) ed è costantemente impegnata a favorire lo sviluppo dei rapporti fra l'Istituto di filologia slava della facoltà di lettere e le analoghe istituzioni slovene, con varie attività e convegni. È la traduttrice dell'opera Hiša Marije Pomočnice (La casa di Maria Ausiliatrice) di Ivan Cankar.

## Opere pubblicate

### Monografie e raccolte di saggi
- Srečko Kosovel. Aspetti del suo pensiero e della sua lirica, Trieste, Editoriale Stampa Triestina, 1974.
- Saggi sulla letteratura slovena dal XVIII al XX secolo, Trieste, Editoriale Stampa Triestina, 1983.
- Trubar, Kosovel, Kocbeck e altri saggi sulla letteratura slovena, Trieste, Editoriale Stampa Triestina, 1989. ISBN 88-7174-004-1.
- Caratteristiche tipologiche della letteratura slovena a Trieste samozal, 1991.
- Na pretoku dveh literatur. Študije in eseji, ZTT, Narodna in študijska knjižnica, Trieste, 1992.
- Tipologia della letteratura slovena a Trieste Bulzoni, 1992.
- (SL)  Dvoje izvirov slovenske književnosti (Due fonti di letteratura slovena), Lubiana, Slovenska matica, 1997. ISBN 961-213-040-X.
- (SL)  Tržaški zapisi (Ricordi triestini), Trieste, Mladika, 1997.

### Antologie
- (SL, IT)  Igo Gruden, Balada naših dni. Izbrane pesmi ob petdeseti obletnici Grudnove smrti - Ballata dei nostri giorni. Raccolta di poesie nel cinquantesimo anniversario della morte del poeta (poesie scelte e presentate da Marija Pirjevec), Aurisina (TS), Pretoki, 1999.
- France Prešeren, Poesie – Pesmi (selezione e prefazione a cura di M.P.), Kranj, 2000.
- (SL)  Tržaška knjiga (Libro triestino), Lubiana, Slovenska matica, 2001. È una selezione di considerazioni letterarie su Trieste da parte degli scrittori sloveni, a partire da France Prešeren fino agli autori contemporanei.
- (SL, IT)  L'altra anima di Trieste. Saggi, racconti, testimonianze, poesie, Trieste, Mladika, 2008. ISBN 978-88-7342-134-4. Delinea la storia della letteratura triestina in lingua slovena, dal Cinquecento ad oggi, attraverso un'antologia non solo di testi letterari, ma anche di diari, lettere, testimonianze storiche e discorsi parlamentari.

### Traduzioni
- Ivan Cankar, La casa di Maria Ausiliatrice, Studio Tesi, Pordenone, 1983 (traduzione dallo sloveno).
- Silvana Paletti, Rozajanski sercni romonej – La lingua resiana del cuore – Rezijanska srcna govorica, ed. ZRC, Ljubljana, 2003 (trad. dal resiano).